# Coleophora teheranella
Coleophora teheranella is een vlinder uit de familie kokermotten (Coleophoridae). De wetenschappelijke naam is voor het eerst geldig gepubliceerd in 1994 door Baldizzone.
De soort komt voor in Europa.